# Canton de Rennes-VIII
Le canton de Rennes-VIII est un ancien canton français situé dans le département d'Ille-et-Vilaine et la région Bretagne.

## Histoire
Le canton est créé par décret du 23 juillet 1973 par réorganisation des quatre cantons de Rennes en dix cantons.
Il est supprimé par le décret du 25 janvier 1982 le scindant en deux cantons :
- le canton de Rennes VIII-1 (renommé canton de Bruz en 1985) ;
- le canton de Rennes VIII-2 (renommé canton de Rennes-Bréquigny en 1985)[2].

## Composition
Lors de sa création, le canton de Rennes-VIII comprend :
- les communes de Châtillon-sur-Seiche, Noyal-sur-Seiche, Chartres-de-Bretagne, Bruz, Saint-Erblon, Orgères et Bourgbarré ;
- la portion de territoire de la ville de Rennes déterminée par les limites des communes de Noyal-sur-Seiche, Châtillon-sur-Seiche et Saint-Jacques-de-la-Lande et l'axe des voies ci-après : boulevard Georges-Clemenceau et avenue de Crimée (renommée avenue Henri-Fréville en 1993).

## Représentation
| Période | Période | Identité            | Étiquette | Qualité |
| ------- | ------- | ------------------- | --------- | --- |
| 1973    | 1979    | François Le Douarec | UDR > RPR | Avocat Député d'Ille-et-Vilaine (1962-1981) Président du conseil général d'Ille-et-Vilaine (1976-1982) Elu en 1979 dans le Canton de Rennes-1 |
| 1979    | 1982    | Rémi Coudron        | PS        | Informaticien conseiller municipal de Bruz député suppléant (1981-1986) Elu en 1982 dans le Canton de Bruz                                    |